# Die vier Reiter der Infokalypse
Der Begriff Die Vier Reiter der Infokalypse wird auf Internet-Kriminelle oder deren bildhafte Darstellung angewandt.
Es handelt sich um ein Wortspiel zu den "Vier Reitern der Apokalypse"  und bezieht sich auf Kriminelle, die das Internet nutzen, um Verbrechen zu begehen. Wer bzw. aus welcher Gruppe die vier Reiter sind, ist nicht genau definiert. Sie werden jedoch gemeinhin als Terroristen, Drogendealer, Pädophile und das organisierte Verbrechen beschrieben. Andere Quellen nehmen teils andere Beschreibungen vor, aber grundsätzlich werden meist die gleichen Verbrechertypen genannt. Geprägt wurde der Begriff 1988 von Timothy C. May, der sich in der Diskussion zu den Gründen für den begrenzten Einsatz von Kryptographie durch die Zivilbevölkerung auf "Kinderpornographen, Terroristen, Drogendealer und andere" bezog. Das berühmteste Zitat hierzu stammt aus dem Cypherpunk FAQ. Dort heißt es:
8.3.4. „Wie werden Privatsphäre und Anonymität angegriffen?“
[…]
- wie so vieles andere, wenn es um Computer Hacker geht, als ein Werkzeug für die Vier Reiter: Drogendealer, Geldwäscher, Terroristen und Pädophile.

17.5.7. „Welche Grenzen im Netz werden vorgeschlagen?“
[…]
- Zeitungen beklagen sich über die Vier Reiter der Infokalypse:
  - Terroristen, Pädophile, Drogendealer und Geldwäscher

Der Begriff scheint weniger in Diskussionen über kriminelle Online-Aktivitäten an sich gebraucht zu werden, sondern häufiger, wenn die negativen bzw. abschreckenden Auswirkungen diskutiert werden, die diese Aktivitäten auf die täglichen Erfahrungen regulärer Anwender haben. Er wird auch oft genannt, um die politische Taktik „Denkt doch mal jemand an die Kinder“ zu beschreiben.
Eine Nachricht auf der gleichen Mailingliste besagt:
Vier einfache Schritte, um das zu erreichen, was man möchte:
1. Gibt es etwas, das gestoppt bzw. verhindert werden soll, fehlen jedoch die moralischen und praktischen Gründe, um es zu verhindern?
2. Man nehme etwas, vor dem sich die breite Masse fürchtet, etwas, auf das viele spontan gefühlsmäßig und instinktiv reagieren: Terroristen, Pädophile, Massenmörder.
3. Man posaune laut in alle Welt (Medien nicht vergessen!), dass dieses „Etwas“ von Straftätern genutzt wird. (Keine Sorgen machen, ob das überhaupt der Wahrheit entspricht oder auch für anderes gilt oder eigentlich vielleicht sogar weniger auf unser „Etwas“ zutrifft als auf etabliertere Systeme, z. B. Münztelefone, konventionelle Post, private Hotelzimmer, die Abwesenheit von Abhörwanzen in Häusern, usw.)
4. Man erkläre, dass man den Straftätern nur beikommen könne, indem man „Etwas“ vollständig schließt, zu Tode reguliert oder Gesetze einführen müsse,  die die Massenüberwachung aller privaten Kommunikation in dem „Etwas“ erzwingen. Wiederum mache man sich keine Sorgen darüber, dass diese Kommunikation ein durch die Verfassung geschütztes Recht ist. Wenn man die unter Punkt 2 genannten Reiter sorgsam ausgewählt und genug öffentliche Aufmerksamkeit geschaffen hat, wird es keinem auffallen und alle werden zu beschäftigt damit sein, lautstark zu fordern, dass man sie doch bitte vor dem angeblichen Bösen retten möge.

Die vier angeblichen Bedrohungen können gleichzeitig zusammen oder auch einzeln genannt werden, je nachdem, wie es die Umstände erfordern.